# مشاهد من المقاصد
مشاهد من المقاصد، كتاب من تأليف الشيخ الدكتور عبد الله بن بيه صدرت الطبعة الثانية منه في عام 2012م. قدم فيه الشيخ ورقة تعريفية للمقاصد تعرف هذا الاسم بالجنس والفصل والرسم، وترسم مسيرة تشكل المقاصد، وتاريخ الاكتشاف والاستشفاف، الذي كان منطلقه دعوة ربانية قرآنية لإعمال العقل المركب في الإنسان في التفكير والتدبر وتنبيهه على طرق النظر في آيات الخلق ودلالات الأمر، كما قال الشيخ في مقدمته.

## محتوى الكتاب
في الفصل الأول - عرف فيه المقاصد لغة واصطلاحاً، وحدد الضابط الذي به يعرف مقصد الشارع، كما تحدث عن العلة ومسالكها المعلومة في أصول الفقه، وعن الأحكام غير معلومة العلة وكيفية التعامل معها، وحدد أنواع سكوت الشارع عن الحكم، التي جعلها ضرين اثنين، لينتقل إلى عرض مختصر مقارن للجهات التي بها تعرف المقاصد عند كل من الشاطبي وابن عاشور، ليختِم هذا الفصل بتعريف للمقاصد.- وقفة مع دلالة المقصد الابتدائي عند الشاطبي.
في الفصل الثاني - تحدث فيه عن مسيرة العمل والتعامل مع المقاصد وبها؛ حيث رصد تطور النظر إلى المقاصد واستشفاف حكمها عند السلف ابتداءً بالصحابة الكرام مروراً بالمذاهب الأربعة، مع تقديم نماذج وأمثلة تطبيقية تقرب المقصود- إلى حاجة «الموافقات» للشاطبي ،والتي اعتبرها خاتمة النظر الأصولي، إلى من يقرأها قراءة تخرج أفكارها من ركام التبسيطات والقراءات الظاهرية التي أُغرقت بها في هذا القرن.
وفي الفصل السادس تحدث الشيخ عن الاستنجاد بالمقاصد، ونبه على أن المراد بالاستنجاد هو إدراك طبيعة التعامل مع المقاصد وبالمقاصد وأنها ليست ترفًا ذهنيًا ولا ثقافة عامة يتعاطاها الصحفي والاجتماعي ولا موضوعًا فلسفيًا مجردًا أو نظريًا.
وإنها أداة لاستنباط الأحكام الشرعية الخمسة وبالتالي لتكون كذلك لا بد أن تنزل من سماء التنظير إلى أرض العمليات ومن التصور الذهني إلى ميدان التطبيقات.
وخلص إلى إنَّه يُستنجدُ بالمقاصدِ فِي أربع وثلاثينَ منحًى مِن مسائلِ الأصولِ، يمكنُ أنْ نستعيرَ لهَا كلمةَ المحائرِ والأكنِسةِ؛ لأنَّها مكامنُ لؤلؤِ الحِكَم، ومكانسُ ظباءِ المقاصد، وجذورُ أرومتِها، وأقناسُ أجناسِها.
وبسرد هذه المناحي وشرحها بالأمثلة يكون الشيخ رد على بعض المقاصديين في هذا العصر الذين استشعروا إمكانية استقلال المقاصد عن علم أصول الفقه وكما قال: فبما قدَّمنا نكونُ قدْ رمينَا نظريةَ استقلالِ المقاصدِ عَن أصولِ الفقهِ بالفندِ، وأبنَّا الاندماجَ بينهما اندماجَ الروحِ فِي الجسد، والمعدودِ فِي العدد.
وفي الفصول الأخرى أودع الشيخ أسرارا وعرض أفكارا تحتاج إلى عرض أوفى ولعله يكون.

## وصلات خارجية
تلخيص الكتاب على موقع المؤلف